# Vojislav Bego
Vojislav Bego (Split, 3. kolovoza 1923. – Zagreb, 30. svibnja 1999.), hrvatski akademik, elektroenergetičar, prof. emeritus i redovni profesor Fakulteta elektrotehnike u Zagrebu.
Sin je hrvatskog proznog pisca Marina Bege.

## Životopis
Osnovnu školu i klasičnu gimnaziju polazio je u Splitu, diplomirao je na (tadašnjem) Tehničkom fakultetu u Zagrebu 1946. Potom se zaposlio u poduzeću Rade Končar.
Doktorsku disertaciju "Problematika izmjeničnog kompenzatora s elektrostatskim voltmetrom" obranio je 1965., tri godine poslije (1968.) postaje redoviti profesor na Elektrotehničkom fakultetu.
Član suradnik JAZU (danas HAZU) postao je 1975., od 1986. je izvanredni član, 1991. godine postaje redovni član.
Autor je 160 znanstvenih i 101 stručnog rada.

## Djela
- "Mjerenja u elektrotehnici" Tehnička knjiga, Zagreb 1-1971., 2-1975., 3-1979., 4-1985., 5-1986., 6-1988., 7-1990., 8-2003.
- "Mjerni transformatori" Zagreb 1977.
- "Hrvoje Požar: 1916-1991" Zagreb 1992.
- "Josip Lončar: život i djelo" Zagreb 1993.

## Vanjske poveznice
- HAZU